# 全國教育協會 (美國)
全國教育協會（英語：National Education Association，縮寫：NEA）是美國最大的教師工會，代表美國公立學校、學院和大學教師的利益，其成員在300萬左右。該協會於1857年創立於費城，現在總部位於華盛頓特區。

## 外部連結
- 官方网站